# Mountain Grove Township
Mountain Grove Township est un township inactif, situé dans le comté de Wright, dans le Missouri, aux États-Unis,.

## Historique
Le township est fondé en 1855 et baptisé en référence à la ville de Mountain Grove.

### Source de la traduction
- (en) Cet article est partiellement ou en totalité issu de l’article de Wikipédia en anglais intitulé « Mountain Grove Township, Wright County, Missouri » (voir la liste des auteurs).